# Laboda Kornél
Laboda Kornél (Siklós, 1984. november 28. –) magyar színházrendező, színész, dramaturg, író.

## Életpályája
1984-ben született Siklóson. 1991–1999 között a siklósi Batthyány Kázmér Általános Iskola, 1999–2003 között a Táncsics Mihály Gimnázium tanulója volt. 2003-2008 között a Színház- és Filmművészeti Egyetem színháztudományi szakos, 2006-2011 között színházrendező szakos hallgatója volt. Rendezőként, színészként, dramaturgként és íróként is dolgozik.
Menyasszonya Kurta Niké színésznő.

## Kötetei
- MátéPONTindul; Tilos az Á Könyvek, Bp., 2015
- Gavarin és az álomantenna; Pozsonyi Pagony, Bp., 2021

## Rendezői munkái
- Szálinger Balázs: Becsvölgye (rendező) – 2013/2014
- Szép Ernő: Fiú, Leány (rendező) – 2013/2014
- Ízlések és pofonok (társrendező, szerző) – 2013/2014
- Vinnai András – Mózsik Imre: A humor forrása (rendező) – 2012/2013
- Dosztojevszkij: Karamazovok (színpadra alkalmazta, színpadra alkalmazta, rendező, rendező, rendező, színpadra alkalmazta) – 2012/2013
- Lázár Ervin: Szegény Dzsoni és Árnika (szövegkönyv, rendező) – 2011/2012
- Németh Ákos: Júlia és a hadnagya (rendező) – 2009/2010
- Lázár Ervin: Berzsián és Dideki (a rendező munkatársa) – 2009/2010

## Dramaturgi munkái
- Németh Ákos: Müller táncosai (dramaturg) - 2017/2018
- Ernst Theodor Amadeus Hoffmann - Laboda Kornél - Varsányi Péter: Az arany virágcserép (szöveg) - 2015/2016
- William Shakespeare: Szentivánéji álom (dramaturg) - 2015/2016
- Michael Ende: Momo (szövegkönyv) - 2015/2016
- Laboda Kornél - Litkai Gergely: Kaputt (író, író) - 2014/2015
- Fekete Ádám - Laboda Kornél - Mózsik Imre: Lúd Zsolt és kutyája, Mattyi (dramaturg, dramaturg, író, író) - 2014/2015
- Michael Ende: Momo (dalszöveg) - 2014/2015
- Karinthy Frigyes: Utazás a koponyám körül (szövegkönyv) - 2013/2014
- Művház (dramaturg, dramaturg) - 2013/2014
- Küszöb (dramaturg) - 2012/2013
- Grimm testvérek: Hamupipő (dalszöveg) - 2012/2013

## Színészi szerepei
- Mozsik Imre: Irány Hawaii! (Szereplő, Szereplő) (dramaturg, dramaturg) - 2016/2017
- Fekete Ádám: Csoportkép oroszlán nélkül (Szereplő) (dramaturg) - 2014/2015

## Filmes és televíziós szerepei
- Poligamy (2009)
- Nekem Budapest (2013)
- Coming out (2013)
- Egynyári kaland (2017)
- Kilakoltatás (2022)
- A Király (2022)